# John Rabe

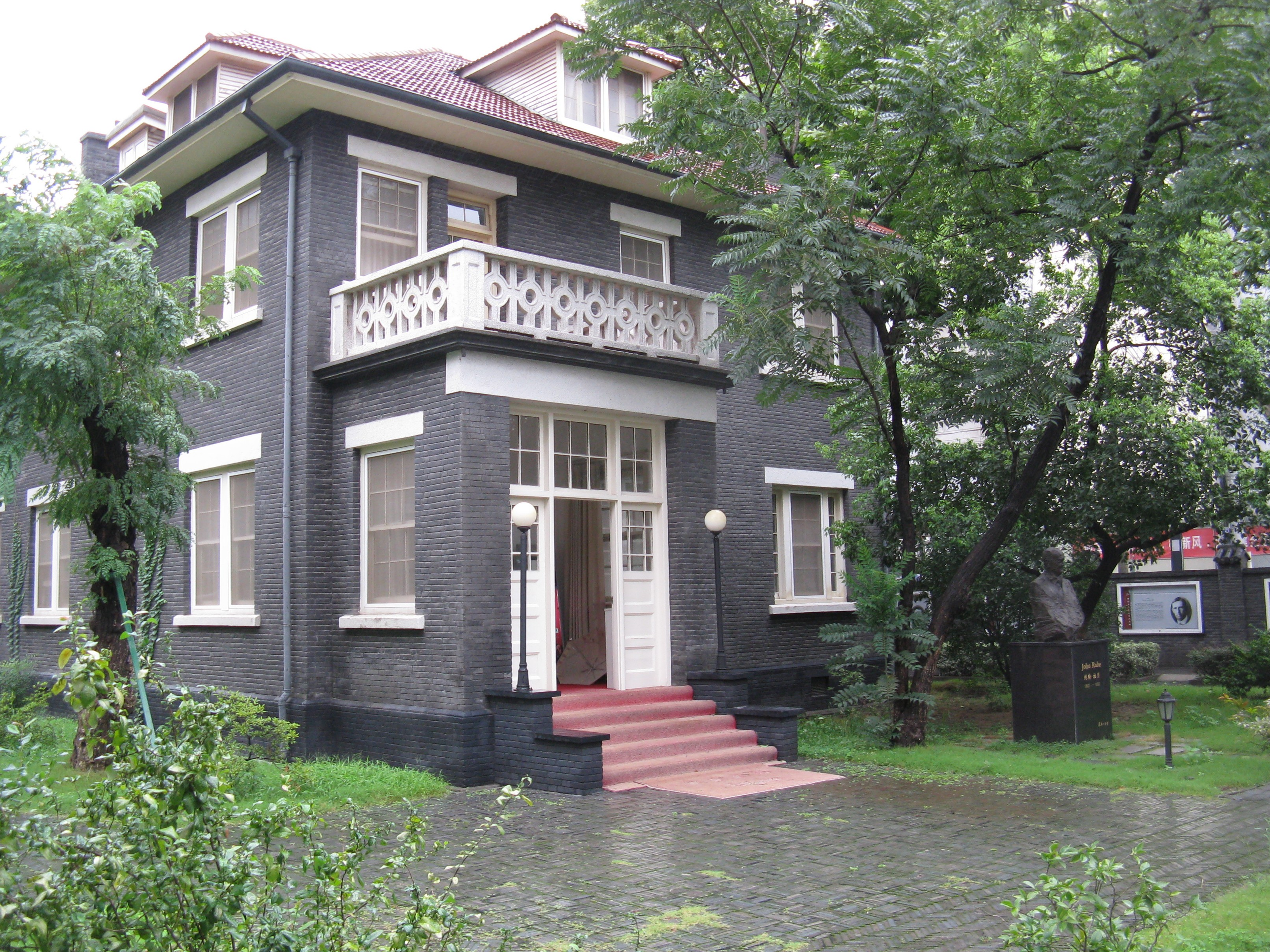
La casa de Rabe en Nankín

John Heinrich Detlev Rabe (Hamburgo, 23 de noviembre de 1882 – Berlín, 5 de enero de 1950) fue un comerciante y diplomático alemán afiliado al Partido Nacionalsocialista. Se le conoce por haber ofrecido refugio a la población china frente a los soldados japoneses durante la masacre de Nankín de 1937-1938 en un área diplomática de 2 x 2 km, con lo que consiguió salvar las vidas de 200.000 chinos.
Gracias a sus méritos humanitarios durante el frente asiático de la Segunda Guerra Mundial, se le conoce como el "Oskar Schindler de Nankín","el segundo Schindler" (según fuentes estadounidenses) y, por los chinos han, como "el Buda alemán" o "el buen alemán de Nankín".

## Vida
Nació en Hamburgo en 1882. Hizo un aprendizaje mercantil y después de unos años en África, se mudó a Pekín en 1908. Tres años después, en 1911 empezó trabajar para Siemens China Co., una filial del consorcio Siemens hasta 1938. A partir de 1931, fue representante de su empresa en Nankín.
El 12 de diciembre de 1937, Nankín fue ocupado por tropas japonesas en el curso de la segunda guerra sino-japonesa. Durante más de ocho semanas acontecieron ejecuciones y violaciones sistemáticas en uno de los más cruentos sitios a una ciudad registrados. Se estima que hubo 200.000-300.000 muertos.
Los extranjeros establecidos en Nankín trataron de ayudar a la población china construyendo un área segura. John Rabe fue elegido presidente del Comité Internacional porque se esperaba que él, siendo alemán y sobre todo afiliado al Partido Nacionalsocialista Alemán de los Trabajadores, pudiera influir en los militares japoneses. 
En realidad, no tuvo mucho efecto: solo se pudo acoger temporalmente a 250.000 personas dentro del área segura de 4 km². El propio John Rabe acogió a más de 600 personas en su terreno. Su coraje, su esfuerzo incansable y su generosidad le aportaron el respeto de la población china.
Después de abandonar Nankín en febrero de 1938 por órdenes de la Siemens China Co., John Rabe llamó la atención sobre los crímenes de guerra japoneses a través de ponencias en Berlín. Cuando escribió una carta a Adolf Hitler, pidiéndole influir sobre los japoneses para que cesaran las atrocidades, fue detenido brevemente por la Gestapo. Por consiguiente, se destruyeron sus fotografías y tomas de la masacre.
Después de la guerra, el Reino Unido rechazó inicialmente su petición de desnazificación. Solo por apelación fue desnazificado a causa de su trabajo humanitario en Nankín.
Empobrecido y olvidado, falleció en 1950 de una apoplejía en Berlín.

## Impacto
En diciembre de 1996 se publicó su extenso diario sobre la masacre de Nankín. Considerado una importante fuente documental, se publicó en Alemania, China, Japón y Estados Unidos.
En 1997, China trasladó su lápida a un lugar conmemorativo de Nankín. Durante una visita a China del Presidente de Alemania, Johannes Rau, Alemania hizo un homenaje oficial al monumento de John Rabe. El 13 de agosto de 2005 se descubrió un busto en su honor en el John Rabe Communication Centre de Heidelberg.
La antigua residencia de John Rabe en Nankín se restauró conforme a un acuerdo de 2005 entre la Universidad de Nankín y el consulado general de Alemania en Shanghái. Alemania aportó 2,25 millones de yuanes para la renovación de la residencia, para la construcción de un pabellón de conmemoración sobre John Rabe y el área segura internacional, así como el Centro de Investigación John Rabe de la Paz. El Servicio Austriaco en el Extranjero fue convocado a enviar un servidor de la paz.
En 2009 se filmó la película biográfica John Rabe, escrita y dirigida por Florian Gallenberger y protagonizada por Ulrich Tukur.

## Películas
- Don't Cry Nanking de Wu Ziniu - 1995
- Nanking 1937 – Raymond Ley, Alemania 2007, NDR, 52 minutos.
- John Rabe de Florian Gallenberger, Alemania/China 2009, 134 minutos.
- City of Life and Death - Lu Chuan, China 2009, 130 minutos.
- Tokyo Trial - 2006, China